# Dothideovalsa
Dothideovalsa is een geslacht van schimmels behorend tot de familie Diatrypaceae. Het typesoort is Dothideovalsa tucumanensis.

## Soorten
Volgens Index Fungorum telt het geslacht drie soorten (peildatum maart 2023):
| Soortnaam                  | Auteur(s)              | Publicatiejaar |
| -------------------------- | ---------------------- | -------------- |
| Dothideovalsa eutypoides   | (Ellis & Everh.) Shear | 1941           |
| Dothideovalsa tucumanensis | Speg.                  | 1909           |
| Dothideovalsa turnerae     | (Tassi) Shear          | 1939           |